# Rochelle Park
El municipio de Rochelle Park (en inglés: Rochelle Park Township) es un municipio ubicado en el condado de Bergen en el estado estadounidense de Nueva Jersey. En el año 2010 tenía una población de 5.530 habitantes y una densidad poblacional de 2.048,15 personas por km².

## Geografía
El municipio de Rochelle Park se encuentra ubicado en las coordenadas 40°54′24″N 74°4′41″O / 40.90667, -74.07806.

## Demografía
Según la Oficina del Censo en 2000 los ingresos medios por hogar en el municipio eran de $60,818 y los ingresos medios por familia eran $74,016. Los hombres tenían unos ingresos medios de $43,580 frente a los $36,827 para las mujeres. La renta per cápita para la localidad era de $25,054. Alrededor del 2.9% de la población estaba por debajo del umbral de pobreza.